# 1729
1729是1728与1730之间的自然数。

## 在数学中

### 的士数
在數學上，1729是一個可以用兩種方式寫成兩個正整數的立方和的數字，而且是有這種特性的數字中最小的一個。分解方式為{\displaystyle 1729=1^{3}+12^{3}=9^{3}+10^{3}}（下一個有這種特性的數字是4104，{\displaystyle {\begin{smallmatrix}4104=9^{3}+15^{3}=2^{3}+16^{3}\end{smallmatrix}}}），因此1729是第二個的士數 {\displaystyle \operatorname {Ta} (2)}。
1729因為哈代和拉馬努金的故事而為人所知：
|  | 拉馬努金病重，哈代前往探望。哈代說：「我乘計程車來，車牌號碼是{\displaystyle 1729}，這數真沒趣，希望不是不祥之兆。」拉馬努金答道：「不，那是個有趣得很的數。可以用兩個立方之和來表達而且有兩種表達方式的數之中，{\displaystyle \color {blue}{1729}}是最小的。」（即{\displaystyle 1729=1^{3}+12^{3}=9^{3}+10^{3}}，後來這類數稱為的士數。）利特爾伍德回應這宗軼聞說：「每個整數都是拉馬努金的朋友。」 |

### 其他性质
- 合數，正因數有1、7、13、19、91、133、247和1729。
質因數分解為{\displaystyle 7\times 13\times 19}。
- 虧數，真因數和為511，虧度為1218。
- 無平方數因數的數。
- 楔形數。
- 十进制的哈沙德數。
- 十进制的奢侈數。
- 一組逆序排列數的乘積：{\displaystyle 1729={{19}\times {91}}}[3]。

除上述性質外，1729也是最小的绝对欧拉伪素数，第3個卡邁克爾數，第364個哈沙德數，第3個鄒賽爾數。